# Vurig Bierreke
Vurig Bierreke is een Belgisch bier. Het wordt gebrouwen door Brouwerij DijkWaert te Herentals.

## Achtergrond
Vurig Bierreke wordt gebrouwen sinds 25 augustus 2010. Oorspronkelijk had het een alcoholpercentage van 11,5%. Het was een lichtblond bier (7,75 EBC) met een bitterheid van 27 EBU. In 2012 werd het alcoholpercentage verminderd en de bitterheid verhoogd.

## Het bier
Vurig Bierreke is een lichtblonde tripel met een alcoholpercentage van 7,5%. Citrusaroma’s werden toegevoegd. Het bier is verkrijgbaar in flessen van 75 cl.